# Lac Salvador
Le lac Salvador (anciennement lac Ouachas) est situé dans l'État de Louisiane aux États-Unis à 40 km au sud de La Nouvelle-Orléans.
Cette étendue d'eau a une superficie de 500 km2. 
Ce lac s'étend sur trois paroisses de Louisiane : la paroisse de la Fourche, la paroisse de Jefferson et la paroisse de Saint-Charles.
Le lac Salvador reçoit les eaux du lac des Allemands, puis le lac s'écoule vers la baie de Barataria dans le golfe du Mexique.
Le lac Salvador recèle une grande quantité de poissons-chats ou siluriformes.

## Notes et références

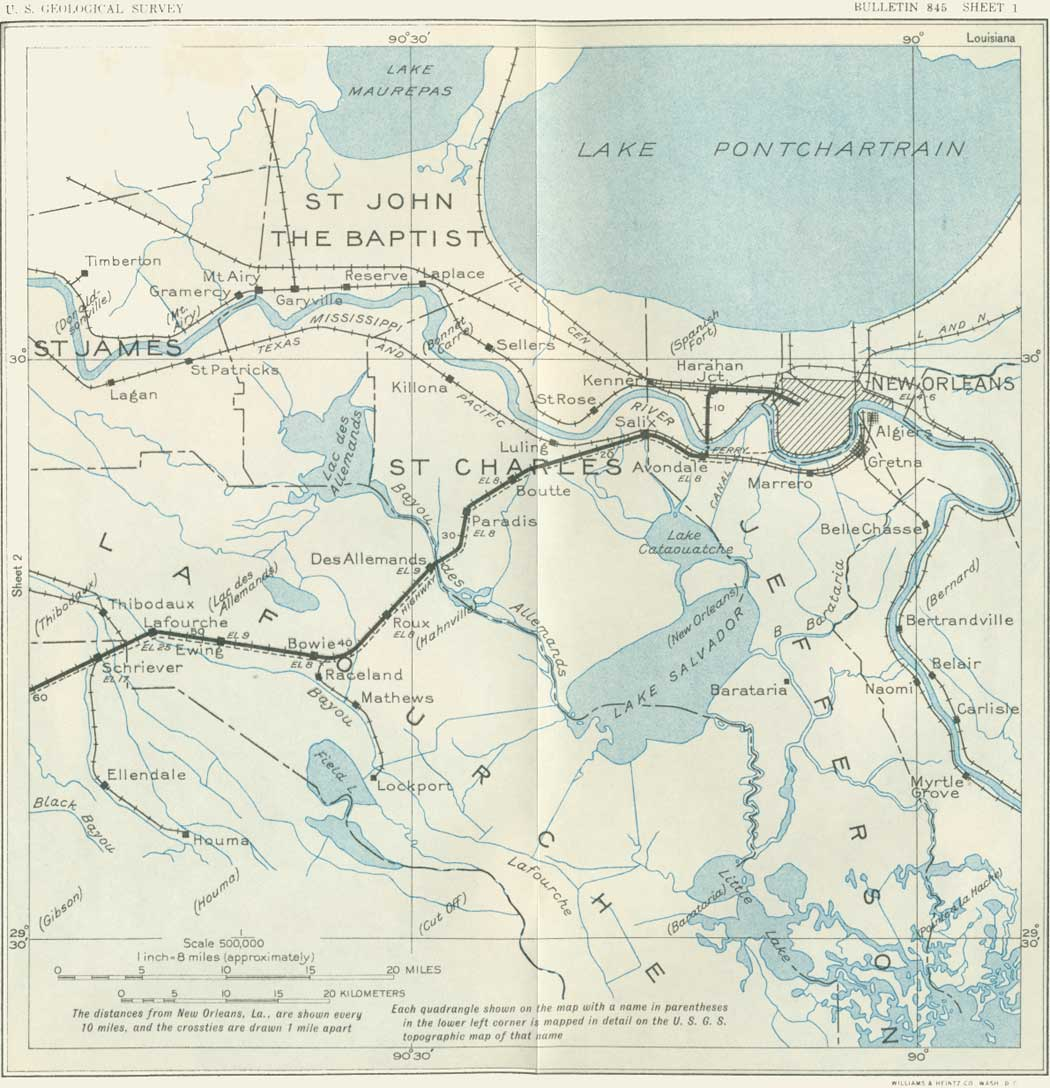
Les trois paroisses louisianaises bordant le lac Salvador.

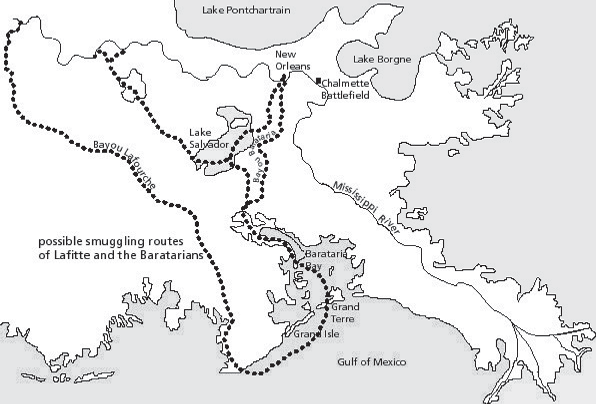
Le lac Salvador au cœur des pérégrinations du flibustier Jean Lafitte.